# 梅德維德卡
49°22′48″N 28°27′36″E / 49.38000°N 28.46000°E
梅德維德卡（烏克蘭語：Медвідка），是烏克蘭西南部的村落，隸屬文尼察州的文尼察區。該村始建於1600年，面積2平方公里，海拔高度241米，2001年人口400。